# Светлана Кана Радевић
Светлана Кана Радевић (Цетиње, 21. новембар 1937 — 8. новембар 2000) била је прва жена архитекта у Црној Гори и један од најуспешнијих архитеката у бившој СФРЈ. Била је инострани члан Руске академије за архитектуру и грађевинске науке, редовни члан Дукљанске академије наука и умјетности, прва потпредседница Матице црногорске, чланица Црногорског ПЕН центра, чланица Унеска, чланица управа струковних удружења.

## Биографија
Светлана Кана Радевић рођена је 1937. године на Цетињу. Основну школу завршила је на Цетињу, а гимназију у Подгорици (тадашњи Титоград).
Дипломирала је на Архитектонском факултету у Београду, а апсолвирала је и Историју уметности, студирајући оба факултета истовремено. Магистрирала је на Универзитету у Пенсилванији, у класи Луиса Кана, као добитница Фулбрајт стипендије. Стручно се усавршавала у Паризу, Москви, и у Јапану, у атељеу Киша Курокаве.

## Професионална каријера
Свој радни век Светлана је провела у Подгорици, у почетку у Предузећу за пројектовање Инвест-инжењеринг, а затим је основала сопствени архитектонски атеље. Радила је и као слободни уметник. Од самог почетка своје изузетно успешне каријере остваривала је запажене успехе на конкурсима. Није било једноставно да се Светлана као жена архитекта избори за равноправну позицију у друштву које успех признаје искључиво мушкарцима. На врху се одржала захваљујући професионалности и квалитету својих пројеката.

### Архитектонски стил
Њен стил био је препознатљив по избору материјала које је користила, стопивши конструкције са њиховим спољним окружењем и знатном величином и снагом дизајна. За њена архитектонска остварења је карактеристичан специфичан избор материјала и активно учешће у креирању амбијента. То се најбоље види на примеру њеног најзначајнијег дела, Хотела Подгорица. Код пројектовања овог објекта њен стил карактерише употреба традиционалног грађевинског материјала - камена, а истовремено се игра јединственим облицима који „искачу” из фасаде на потпуно нетрадиционални начин. Истовремено, објекат је уклопљен у околни пејзаж тако као да је његова бетонска маса увек била део природне целине.

## Најзначајнија дела
Критичари о делима Светлане Кане Радовић кажу да су она „свечаности за око, призори пред којима не можете остати равнодушни”. Можда због наметљивог стила, готово сваки њен објекат је изазвао полемике у јавности. Равнодушних нема. Светлана је сматрала да је то добро, јер је очигледно да њен рад „провоцира”: „Суштина стварања и јесте у томе, јер се тако покрећу ствари, уводи се нова естетика”.
Најзначајније дело Светлане Кане Радевић је Хотел Подгорица у Подгорици. Њено пројектно решење победило је на конкурсу и то је уједно њено прво значајно дело. Овим пројектом Светлана се пробила у сами врх архитектонске сцене. Хотел је свечано отворен 13. јула 1967. године, на Дан државности Црне Горе. Наредне године пројекат је награђен најпре републичком, а затим и савезном Борбином наградом за архитектуру.
Остала значајна дела су:
- Аутобуска станица у Подгорици (1968)
- Стамбено-пословна зграда у Петровцу (1968)
- Стамбено-пословна зграда у Мојковцу (1969)
- Спомен-обележје у Дуванском комбинату Подгорица (1972)
- Хотел Мојковац у Мојковац (1968-1974)
- Парк Златица у Подгорици (1974)
- Спомен-комплекс на Барутани, Подгорица (1980)
- Хотел Златибор у Ужицу (1981)
- Дечји вртић на Цетињу (1988)
- Зграда Лексикографског завода у Подгорици (1984-1989)
- Пословни центар Крушевац у Подгорици (1991, са Љиљаном Радевић)[4]

Подгоричку Аутобуску станицу Светлана је радила као омаж чувеном француском архитекти Ле Корбизјеу.
Многа дела настала су у сарадњи са сестром Љиљаном Радевић, која је такође била архитекта.
Наш чувени архитекта Ранко Радовић о делу Светлани Кани Радевић и њеном делу рекао је:
| „ | Начитана, писмена, дискретна, академик, али без трунке зависти и предрасуда, активна у свим облицима професионалног деловања, све до функција у савезима архитеката свих нивоа и форми, урбаниста колико и градитељ, присутна у својим тамним, наглашеним одећама, Кана је чинила свет Црне Горе и њене културе, архитектуре посебно, толико модерним и толико укорењеним у долине и брда, море и небеса нашега краја и наше историје. Ништа се више од једне сјајне жене-архитекте не може тражити. | ” |

## Почасти и признања
Била је инострани члан Руске академије за архитектуру и грађевинске науке, где је примљена 1994. године, истовремено кад и Кензо Танге. Такође је била и редовни члан Дукљанске академије наука и умјетности, прва потпредсједница Матице црногорске, чланица Црногорског ПЕН центра, чланица Унеска, чланица управа струковних удружења.
Године 1980. ТВ Титоград је снимила емисију о Светлани Кани Радовић „Живот једини човјека ...Светлана Кана Радевић”.
Рад Светлане Кане Радевић представљен је у оквиру изложбе о југословенској архитектури у периоду од 1948. до 1980. "Toward a Concrete Utopia" (Према бетонској утопији), одржаној од 15. јула 2018. до 13. јануара 2019. године у чувеном Музеју модерне уметности (Museum of Modern Art - MoMA) у Њујорку.

## Најзначајније награде
Светлана Кана Радевић била је најмлађи је лауреат савезне Борбине награде за архитектуру, 1968. године. Она је јединa жена архитекта добитник ове награде. Добитница је Тринаестојулске награде 1968. године и Награде ослобођења Подгорице 1992. године.